# Gergely Gulyás

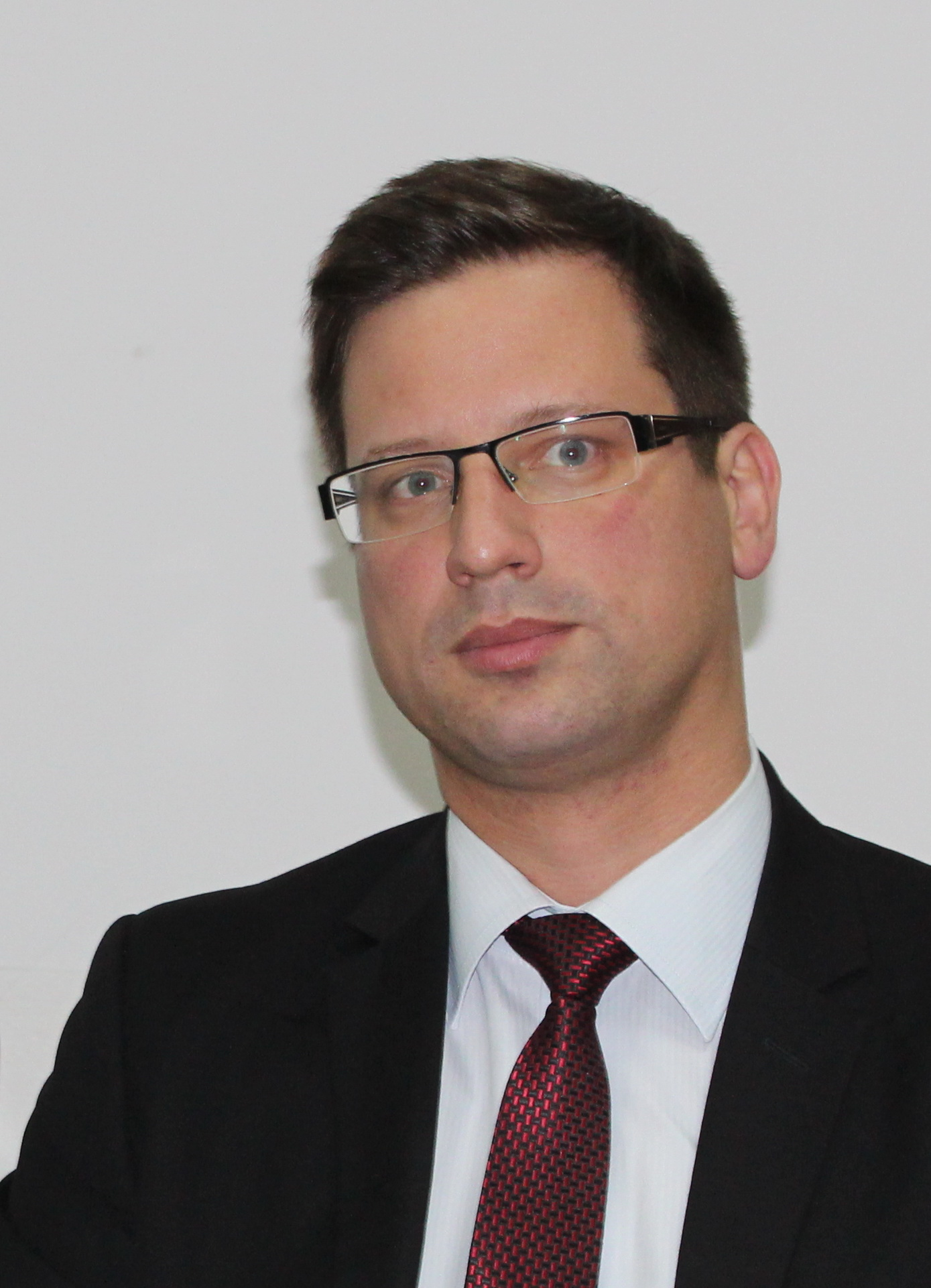
Gergely Gulyás (2017)

Gergely Győző Gulyás (* 21. September 1981 in Budapest) ist ein ungarischer Jurist, Politiker der Fidesz-Partei und seit 2018 Minister und Leiter der Staatskanzlei unter Ministerpräsident Viktor Orbán in den Kabinetten Orbán IV und Orbán V. Er ist seit 2010 Mitglied des ungarischen Parlaments.

## Politisches Leben
Gulyás wurde erstmals 2010 ins Parlament gewählt.
Gulyás war stellvertretender Vorsitzender des Ausschusses für Menschenrechte, Minderheiten, bürgerliche und religiöse Angelegenheiten des ungarischen Parlaments. Im Jahr 2011 beteiligte er sich an der Ausarbeitung der neuen Verfassung, was ihm Kritik bei der damaligen parlamentarischen Opposition einbrachte. Nach mehreren Protesten sagte er: „Trotz politischer Debatten halten wir es für einen wichtigen Wert, dass erstmals ein frei gewähltes Parlament das Grundgesetz geschaffen hat.“
Im Oktober 2011 war Gulyás Mitverfasser eines Gesetzentwurfs mit dem Titel „lex Biszku“, der darauf abzielte, Bürger und Strafverfolgungsbeamte für Repressalien gegen Demonstranten nach den Unruhen von 1956 zur Verantwortung zu ziehen. Auf einer Pressekonferenz im Oktober 2011 erklärte er, der Lösungsvorschlag sei verfassungsgemäß und im Einklang mit dem Völkerrecht.
In seiner zweiten Legislaturperiode als Abgeordneter wurde Gulyás zum stellvertretenden Sprecher der Nationalversammlung ernannt und in seiner dritten, die mit der vierten Orbán-Regierung zusammenfiel, wurde Gulyás zum Minister des Amtes des Premierministers ernannt.
In der fünften Orbán-Regierung behielt Gulyás seine Position.
Am 13. Dezember 2015 wurde er zu einem der vier Vizepräsidenten der Fidesz-Partei gewählt und hatte diese Position bis zum 29. September 2019 inne. Außerdem war er vom 2. Oktober 2017 bis zu den Wahlen 2018 Fraktionsvorsitzender der Fidesz-Fraktion.